# Arbitre (cricket)

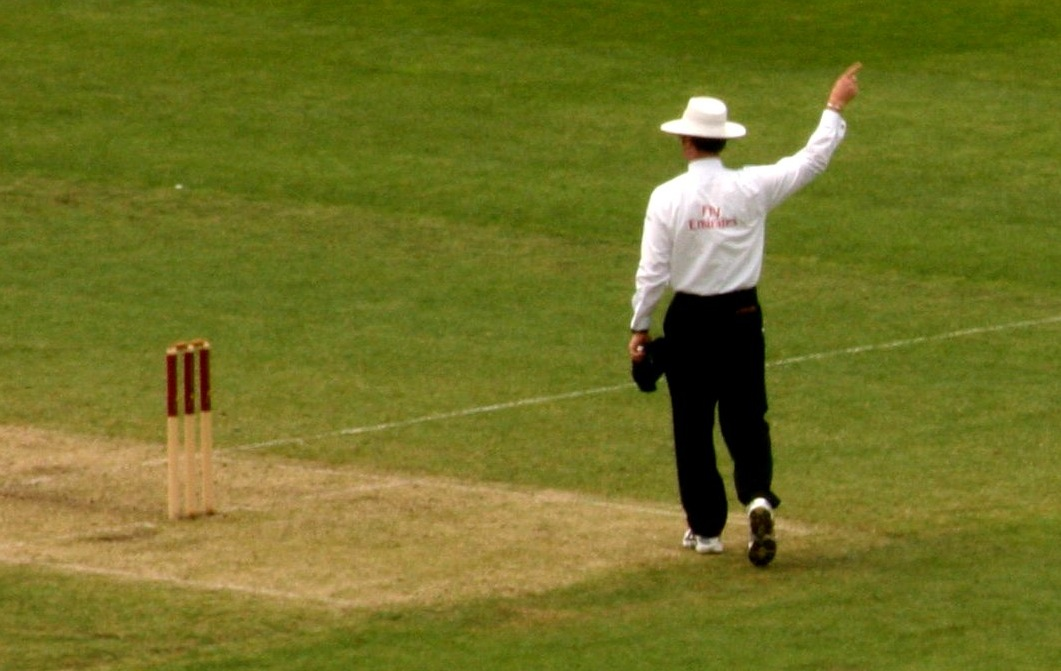
Arbitre effectuant un signal

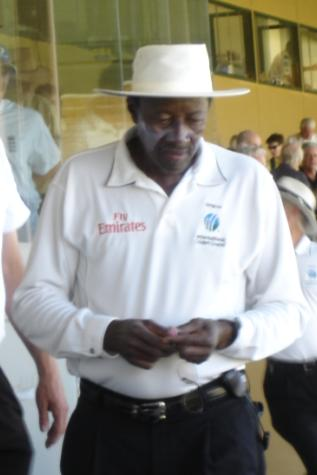
Steve Bucknor possède plusieurs records en tant qu'arbitre international.

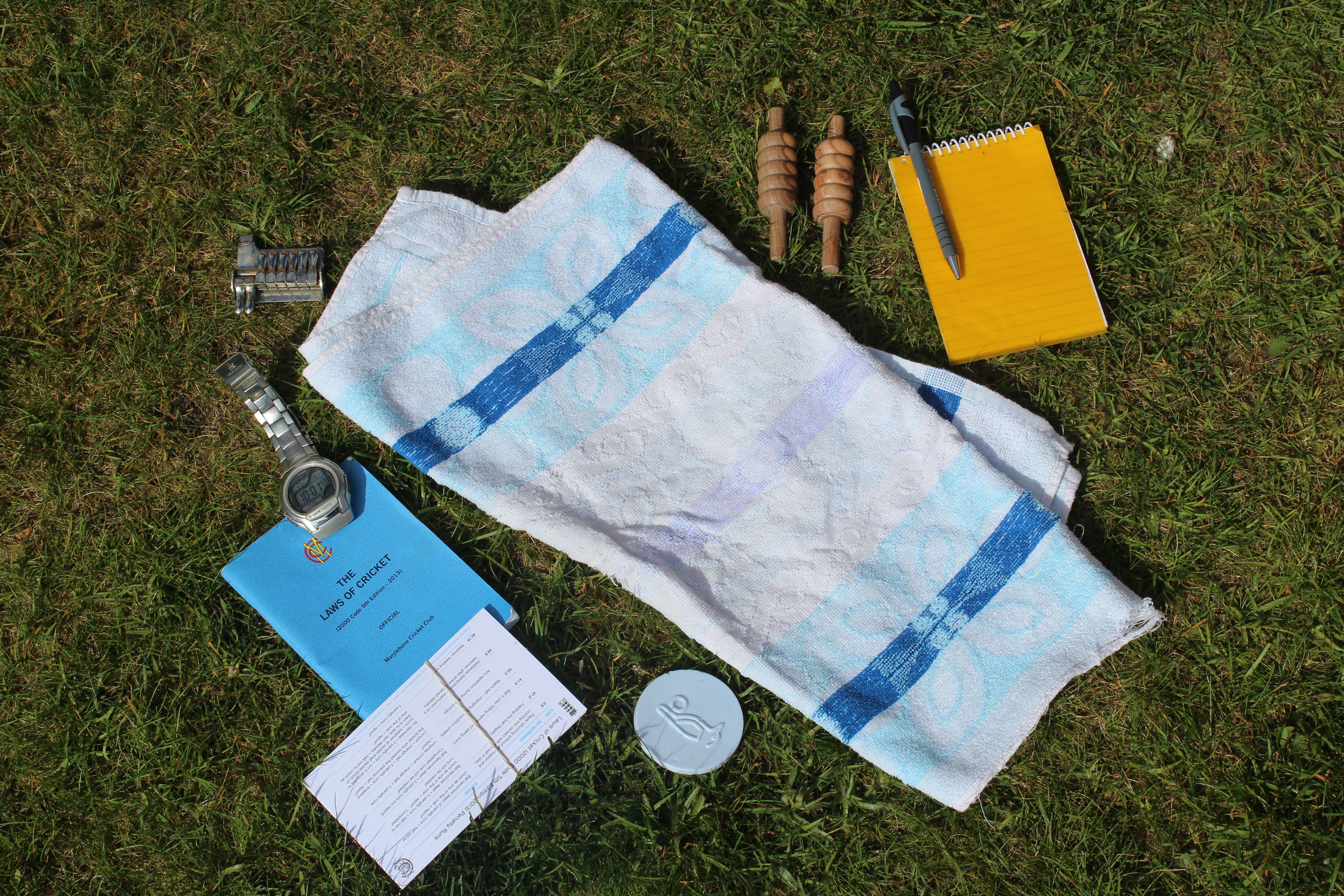
L'équipement de l'arbitre de Cricket

Pour les articles homonymes, voir Arbitre et Arbitre sportif.
Au cricket, l'arbitre, en anglais umpire est chargé de faire respecter les règles du jeu au cours d'un match. Chaque rencontre en compte deux. Leur rôle est défini par la seconde loi du cricket.

## Dénomination
Le terme anglais est emprunté au vieux français nompere "non pair", c'est-à-dire indépendant des équipes.

## Rôle et gestuelle
Deux arbitres sont présents simultanément sur le terrain. Alors que l'un est placé du côté de celui des deux batteurs qui est inactif (c'est-à-dire du côté du pitch où la balle est lancée), l'autre est usuellement situé à une vingtaine de mètres du batteur actif, dans l'axe de la ligne qui marque la zone sûre du batteur. Ils inversent leur rôle à chaque fin de série de lancers.
Ils emploient divers gestes définis par les lois du cricket pour indiquer quelle est leur décision relative à l'action de jeu qui vient de se dérouler. Un index pointé vers le ciel indique ainsi que l'un des deux batteurs sur le terrain est éliminé.
| Geste                                               | Signification                                                     |
| --------------------------------------------------- | ----------------------------------------------------------------- |
| index pointé vers le ciel                           | batteur éliminé                                                   |
| mouvement de gauche à droite du bras, horizontal    | four marqué                                                       |
| les deux mains pointées vers le ciel                | six marqué                                                        |
| un bras horizontal sur le côté                      | no ball (lancer irrégulier)                                       |
| les deux bras horizontaux sur les côtés             | wide (lancer trop loin du batteur)                                |
| une main en l'air                                   | bye (runs marqué sans que le batteur ait touché la balle)         |
| une main tapant sur le genou, jambe décollée du sol | leg bye (runs marqué après contact avec la jambe et non la batte) |

## Arbitres internationaux

### Records
- Plus grand nombre de test-matchs arbitrés : Steve Bucknor (Indes occidentales), plus de 128 (de 1989 à 2009)[4].
- Plus grand nombre d'ODI arbitrés : Rudi Koertzen (Afrique du Sud), plus de 190 (à partir de 1992)[5].
  - Plus grand nombre de matchs en Coupe du monde : David Shepherd (Angleterre) : 46 (de 1983 à 2003)[6].
  - Plus grand nombre de finales de Coupe du monde : Steve Bucknor, 5 (de 1992 à 2007)[7].
  - Plus grand nombre de matchs dans le Trophée des Champions : Steve Bucknor, 21 (de 1998 à 2006)[8].

### Distinction
Un titre d'« arbitre de l'année » est remis aux ICC Awards depuis leur création, en 2004. La distinction est remise après un vote des capitaine des dix nations disputant des test-matchs ainsi que des huit membres de l’Elite Panel of ICC Referees. L'Australien Simon Taufel a reçu la distinction à chaque fois entre 2004 et 2008.